# Как медвежата китов кормили
«Как медвежата китов кормили» — один из первых мультфильмов Роберта Саакянца с незамысловатым сюжетом и простой графикой.
В мультфильме присутствует легкий абсурдистский уклон, характеризующий и многие другие работы режиссёра. Мультфильм относят к одним из самых ярких мультфильмов армянской школы анимации.

## Творческая группа
- Режиссёры и сценаристы: Роберт и Людмила Саакянц
- Художник-постановщик: Левон Хачатрян
- Оператор: Алиса Кюрдиан
- Композитор: Юрий Арутюнян
- Звукооператор: Карен Курдиян
- Роли озвучивали: Л. Давтян, Рафаэль Котанджян,[3] А. Абегян.

## Сюжет
Два медвежонка смотрели телепередачу про китов, но из-за помех не смогли досмотреть её до конца. Они решают найти кита в своём озере и накормить его. Но они не знают, как выглядит кит, этим воспользовалась хитрая жадная черепаха и представилась китом, а потом быстро перевоспиталась.

## Интересные факты
- Мультфильм в перерисованном виде являлся частью мультфильма 2007 года этого же режиссёра «Арифметика для малышей».[источник не указан 1000 дней]